# 最后的罗马人

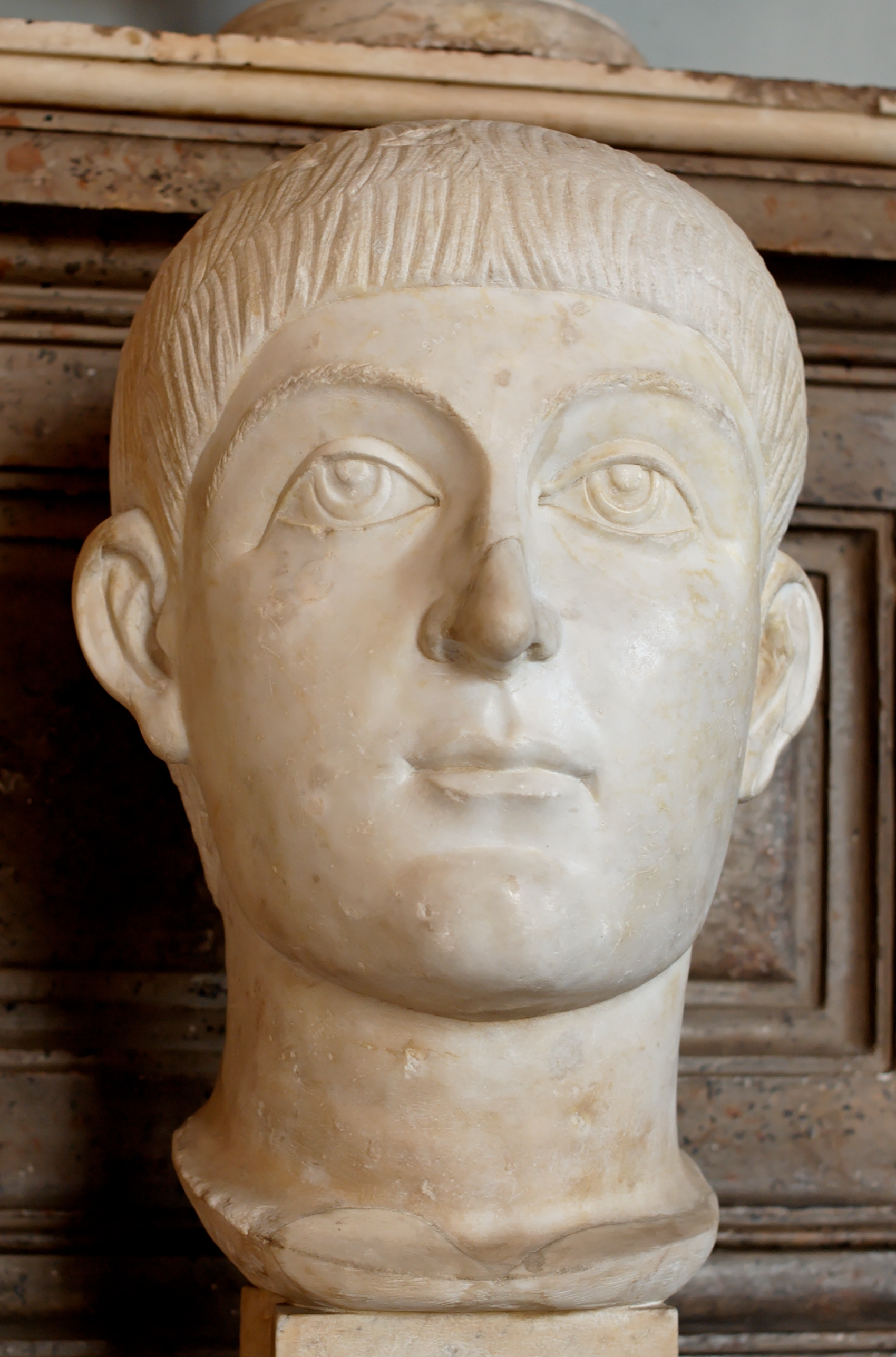
第66任羅馬皇帝瓦倫斯

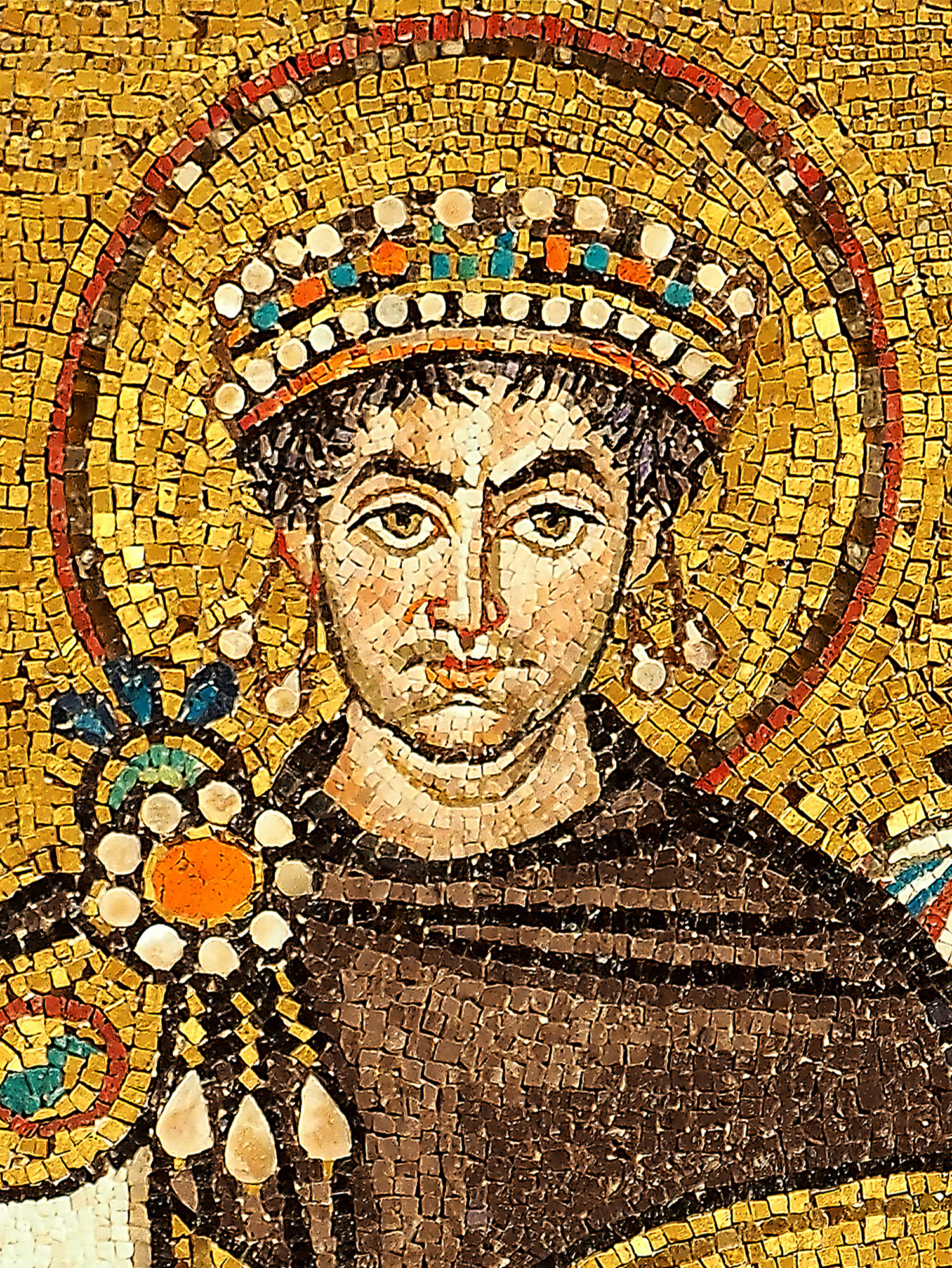
查士丁尼大帝

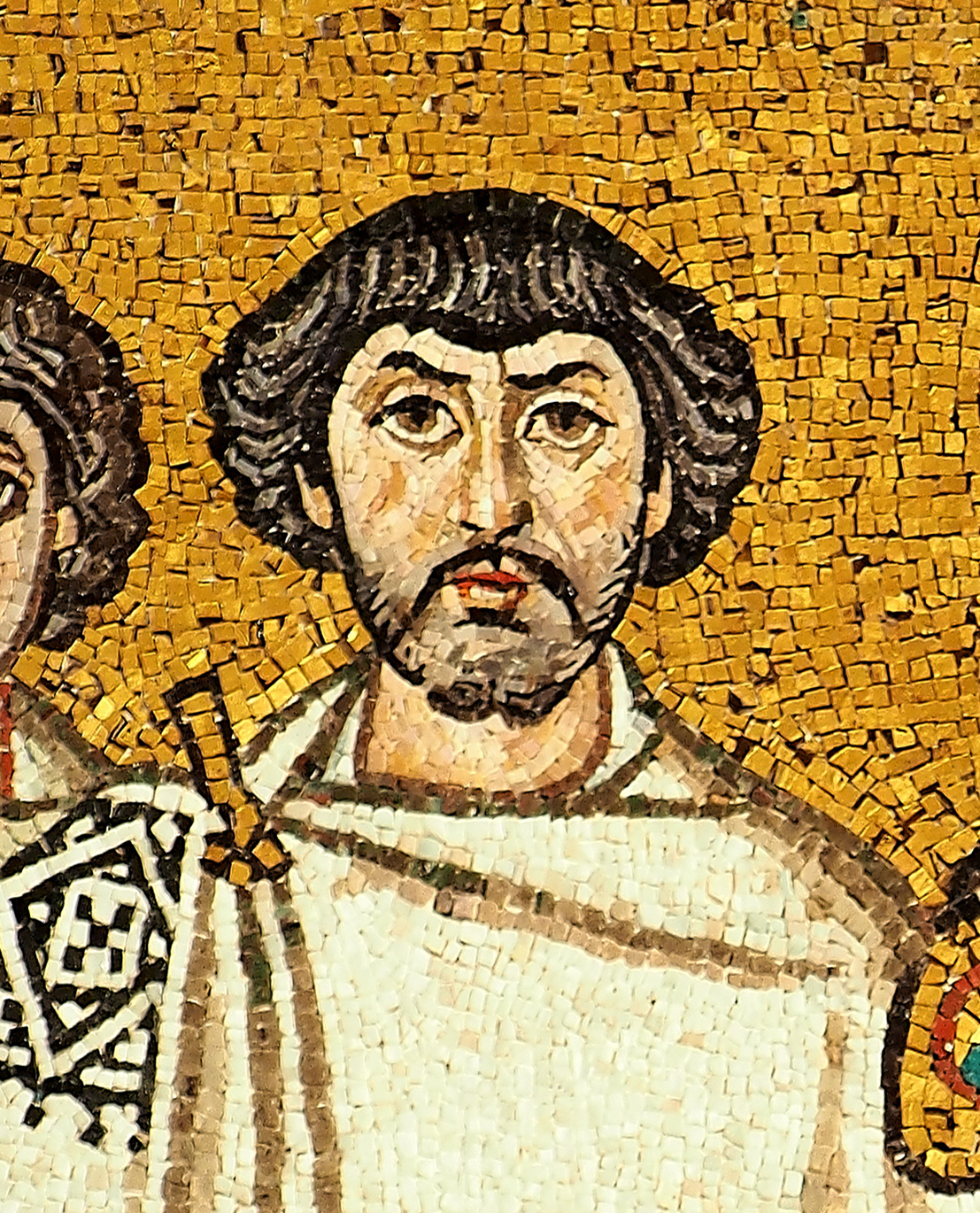
弗拉維烏斯·貝利撒留

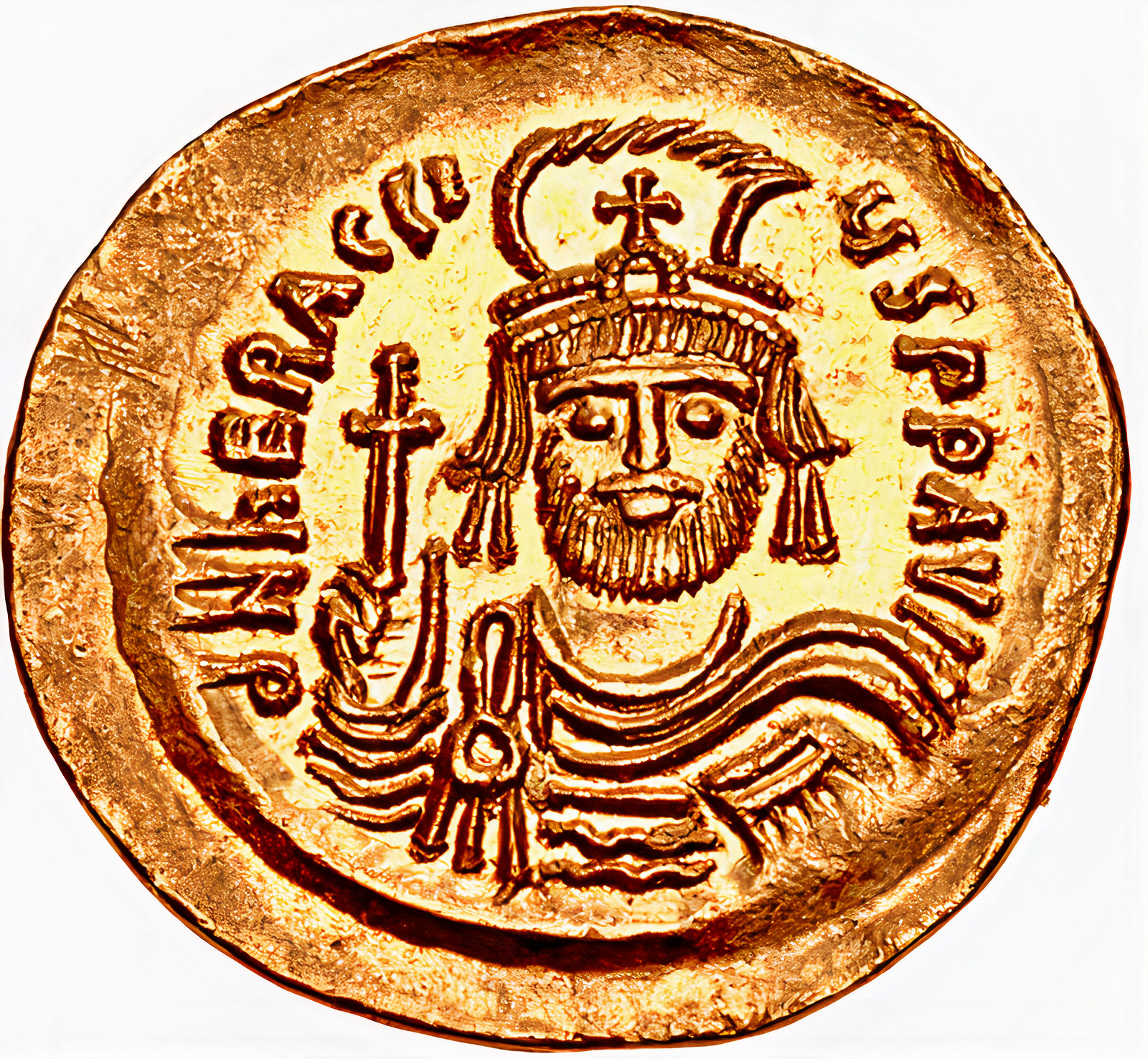
希拉克略

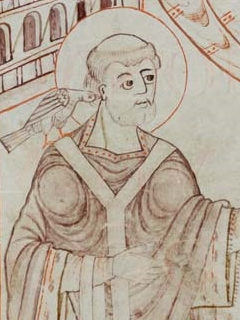
額我略一世

最后的罗马人（拉丁語：Ultimus Romanorum）一词暗示某一个人的死代表着一种罗马精神的消失。

## 羅馬共和國末期
在羅馬共和國末期，由於有凱撒的獨裁和地方列強的內鬥，導致羅馬社會黑暗，下表的人致力維護共和體制，極力反對獨裁，雖然羅馬終究走向獨裁，但這些人的事蹟使他們被列為羅馬共和國末期最後的羅馬人。
- 盖乌斯·阿西纽斯·波利奥（英语：Gaius Asinius Pollio）（前75年–4年），罗马共和国的最后一个伟大的演说家和作家。
- 馬爾庫斯·尤利烏斯·布魯圖斯（前85年-前42年）
- 小加圖（前95年-前46年）
- 蓋烏斯·卡西烏斯·朗基努斯（前85年-前42年）

三者為刺殺凱撒主謀者。

## 羅馬的殞落
羅馬帝國末期，由於有許多的內戰、外患和嚴重的經濟衰敗，導致羅馬帝國分裂和西羅馬帝國的滅亡，在這混亂時代對帝國存續作出努力、或羅馬國勢隨其死亡有顯著轉折(往往是衰落)者都有資格列為最後的羅馬人。
- 瓦伦斯（328年–378年），罗马皇帝，于378年的阿德里安堡战役中阵亡。
- 安布羅休斯·奧理安（公元5世纪）[1][2]，罗马-不列颠抵御盎格鲁撒克逊人入侵的军事领袖。
- 斯提里科（359－408年），擁有半蠻族血統的高級將領，貴族和西羅馬帝國執政官，其執政期間是西羅馬最後一段擁有戰略主動權的時期。
- 玻利法努斯（英语：Bonifacius）（?–432年），罗马将军，埃提乌斯的主要竞争对手。
- 埃提乌斯（396年?–454年），在沙隆战役击败阿提拉的罗马将领。
- 馬約里安（约420年－461年），最後一個試圖重振已經分崩離析的西羅馬帝國，也是最後一個在實際上還能統治一部分高盧和西班牙的西羅馬皇帝。
- 夏克立乌斯 （430年–487年?）[3][4]
- 尼波斯（约430年－480年）為東羅馬帝國立的西羅馬皇帝，被東羅馬帝國認為是最後一任西羅馬皇帝，西羅馬滅亡後依舊聲稱自己為西羅馬皇帝。
- 羅慕路斯·奧古斯都（约463年－480年），普遍認為是西羅馬帝國的最後一位皇帝，但不受東羅馬帝國承認。

## 羅馬文化的傳播
下列為在羅馬殞落後依舊致力傳播羅馬文化的人，這些人對羅馬文化保護有貢獻和影響，因此有資格列為最後的羅馬人。
- 波伊提乌（480年–525年?）[5]，罗马最后的一个伟大的哲学家。
- 卡西奥多罗斯（485年 - 580年）
- 教宗额我略一世（540年? - 604年）[6]

## 東羅馬帝國
雖然西羅馬帝國在476年殞落了，但東羅馬帝國以恢復羅馬帝國的光榮收復了羅馬，讓羅馬再度回到帝國的榮光之下，這些不管是對軍事還是文化有貢獻和影響的東羅馬君主，都有資格列入最後的羅馬人。
- 查士丁尼一世（483年 - 565年）[7]，东罗马皇帝，在其任上东罗马帝国的版图达到最大，同时他也是最后一个以拉丁语为第一语言的东罗马皇帝。[8]
- 贝利撒留（505年? - 565年）[7]东罗马帝国最伟大的军事家，收复意大利和北非。
- 納爾塞斯（478年 - 573年）東羅馬帝國名將，與貝利撒留齊名，曾滅亡東哥德王國。
- 希拉克略（575年 - 641年） 東羅馬帝國皇帝，在位期間立希臘文取代拉丁文為國家語言，他在最後一埸與波斯帝國薩珊王朝的戰爭中背水一戰，把帝國大量東方領土包括埃及、黎凡特等地從波斯的佔領中收復，並兩次解除波斯及阿瓦爾汗國聯軍對首都君士坦丁堡的圍攻，最後聯合西突厥汗國打敗波斯。

## 君士坦丁堡的殞落
隨著第四次十字軍東征和鄂圖曼人的侵擾，同時東羅馬封建割據嚴重和自身內亂的原因，使東羅馬帝國於1453年滅亡，末任東羅馬帝國皇帝和其流亡親屬們也被列為最後的羅馬人。
- 君士坦丁十一世（1404年－1453年）东罗马帝国末代皇帝，在鄂圖曼帝國攻陷君士坦丁堡時以身殉國。
- 大卫（1408年–1463年）特拉比松帝国末代皇帝
- 安德烈斯·帕里奥洛格斯（1453年–1502年）东罗马帝国流亡皇帝